# Kiwinema gracilicauda
Kiwinema gracilicauda ist eine Art der Spulwürmer und einziger Vertreter der Gattung Kiwinema  und ein Parasit im Blinddarm bei Kiwis auf der Südinsel Neuseelands.

## Merkmale
Merkmale der Gattung sind das Fehlen von Papillen auf dem Großteil der Körperoberfläche und die seitliche flügelartige Ausläufer über nahezu die gesamte Länge bei beiden Geschlechtern. Die Exretionspore liegt nicht auf einer Kutikula-Platte. An den Pharynx schließt sich keine Engstelle (Isthmus) an. Männchen haben acht Paare von Genitalpapillen, von denen drei Paare besonders auffällig sind, ein Gubernaculum fehlt. Der Schwanz endet in einem langen dünnen Faden. Weibchen habe keine Verdickung hinter dem Anus.
Männchen von Kiwinema gracilicauda sind 3,3 bis 4,4 mm lang und 0,17 bis 0,33 mm dick, Weibchen 5 bis 6,4 mm lang und 0,19 bis 0,3 mm dick. Der Kopf von ist nicht vom Körper abgesetzt. Die dreilippige Mundöffnung ist dorso- und ventrolateral von vier Paaren von Doppelpapillen und einem einzelnen seitlichen Paar umgeben. Der Pharynx hat ein muskulöses Pharyngeostom und am Ende eine kolbige Erweiterung (Bulbus) mit drei Klappen. Die Exkretionspore öffnet sich nicht in ein Exkretionsbläschen. Die Vulva liegt vor der Körpermitte und ist nackt, also nicht von einer vorderen Klappe verschlossen. Die Eier sind im Uterus nicht embryoniert und haben, untypisch für Heterakoidea, eine raue Oberfläche. Sie sind 58–60 × 30–35 µm groß. Der Genitalsaugnapf der Männchen ist von einem Wall umgeben und hat einen Durchmesser von etwa 0,5 mm. Die Spicula sind kräftig, ungleich lang, ohne Flügel und mit spitzen hinteren Enden. Das linke Spiculum ist 0,24–0,29 mm lang, das rechte 0,16–0,18 mm.